# Galhardo (futebolista)
João José Galhardo, mais conhecido como Galhardo (Araraquara, 29 de novembro de 1942), é um ex-futebolista brasileiro que atuava como zagueiro.

## Carreira
Galhardo começou a sua carreira na Ferroviária de Araraquara em 1962, tendo sido contratado por valor vultoso pelo Corinthians em 1965, clube que defendeu em 85 ocasiões, com  50 vitórias, 16 empates, 21 derrotas, marcando dois gols, um a favor do Timão, outro contra.
Transferiu-se para o Fluminense em meados de 1968, onde ficou até o final de 1971, com 164 jogos disputados, sendo 83 vitórias, 46 empates e 35 derrotas, não tendo marcado gol, encerrando a sua carreira no ano de 1972 em função de uma contusão no joelho.
No Fluminense, fez vitoriosa dupla de zaga com Assis.

## Principais títulos
Corinthians
- Torneio Rio-São Paulo: 1966
- Copa Cidade de Turim (1966)
- Pentagonal do Recife (1965)
- Triangular de Goiânia (1967)
- Taça Piratininga (1968)

Fluminense
- Campeonato Brasileiro: 1970
- Campeonato Carioca: 1969 e 1971
- Taça Guanabara: 1969 e 1971
- Torneio José Macedo Aguiar: 1971
- Taça Francisco Bueno Netto (Fluminense versus Palmeiras 1ª edição): 1968
- Taça Associación de La Prensa  (Esporte Clube Bahia-BA versus Fluminense): 1969
- Taça João Durval Carneiro (Fluminense de Feira-BA versus Fluminense): 1969
- Taça Francisco Bueno Netto (Fluminense versus Palmeiras 2ª edição): 1969
- Troféu Fadel Fadel - (Fla-Flu): 1969
- Troféu Brahma Esporte Clube: 1969
- Troféu Independência do Brasil - (Fla-Flu): 1970
- Taça Francisco Bueno Netto (Fluminense versus Palmeiras 3ª edição): 1970
- Taça ABRP-Associação Brasileira de Relações Públicas 1950-1970 (Fluminense versus Vasco): 1970
- Taça Globo (Fluminense versus Clube Atlético Mineiro): 1970